# Roger Rossey
Roger Rossey (Krombeke, 25 januari 1925 - 9 oktober 2002) was een heemkundige, schrijnwerker en dichter. 
Rossey voorzag in de jaren 60 de albums van zanger Willem Vermandere van enkele teksten, nadat hij eerder teksten van Joris Declercq had bewerkt voor zijn debuut.
Rossey was getrouwd en had drie kinderen.